# Cottus dzungaricus
Cottus dzungaricus és una espècie de peix pertanyent a la família dels còtids.

## Descripció
- Fa 11,4 cm de llargària màxima i 25,5 g de pes.[1]

## Hàbitat
És un peix d'aigua dolça, bentopelàgic i de clima temperat.

## Distribució geogràfica
Es troba a Àsia: la Xina.

## Observacions
És inofensiu per als humans.